# Surtsey
Surtsey (do islandês: "Surtur" + "ey", "ilha de Surtur";  PRONÚNCIA) é uma ilha vulcânica situada nas imediações da costa sul da Islândia, nas coordenadas geográficas 63° 18′ N, 20° 37′ O, constituindo o ponto mais meridional daquele país. 
A ilha foi formada por uma erupção explosiva que começou a 130 metros abaixo da superfície do oceano, emergindo a 14 de novembro de 1963, o que faz daquela ilha um dos territórios mais jovens do planeta e a ilha mais nova do Oceano Atlântico.
A erupção, que começara alguns dias antes da ilha emergir, durou até 5 de Junho de 1967, data em que a ilha atingiu a sua máxima extensão, ocupando então uma área de 2,7 km². Desde então, a erosão marinha e o vento têm vindo a reduzir paulatinamente o tamanho da ilha que em 2002 já tinha apenas 1,4 km² de área. A nova ilha foi baptizada em honra Surtr, o gigante do fogo da mitologia nórdica. Dada a facilidade com que pode ser acedida e à existência de uma comunidade de vulcanologistas experiente na Islândia, a ilha foi estudada intensivamente desde os estádios iniciais da erupção, fornecendo um modelo de grande interesse para os estudos de vulcanologia e evolução dos materiais vulcânicos, erosão costeira e ecologia, com destaque para estudos sobre a palagonitização dos tufos vulcânicos e os processos de colonização vegetal de novos territórios insulares. A ilha resultou de uma erupção situada ao longo de uma das múltiplas linhas de fractura que formam o sistema vulcânico submarino de Vestmannaeyjar (arquipélago das ilhas Vestmann), parte da grande cadeia vulcânica da Dorsal Média do Atlântico.
O sistema vulcânico de Vestmannaeyjar também produziu em 1973 a conhecida erupção do Eldfell, na ilha de Heimaey.  A erupção que criou Surtsey também deu origem a alguns outros pequenos ilhéus nas imediações, como o Jolnir e outros rochedos sem nome, a maior parte dos quais já desapareceu devido à abrasão marinha.

## A erupção de Surtsey

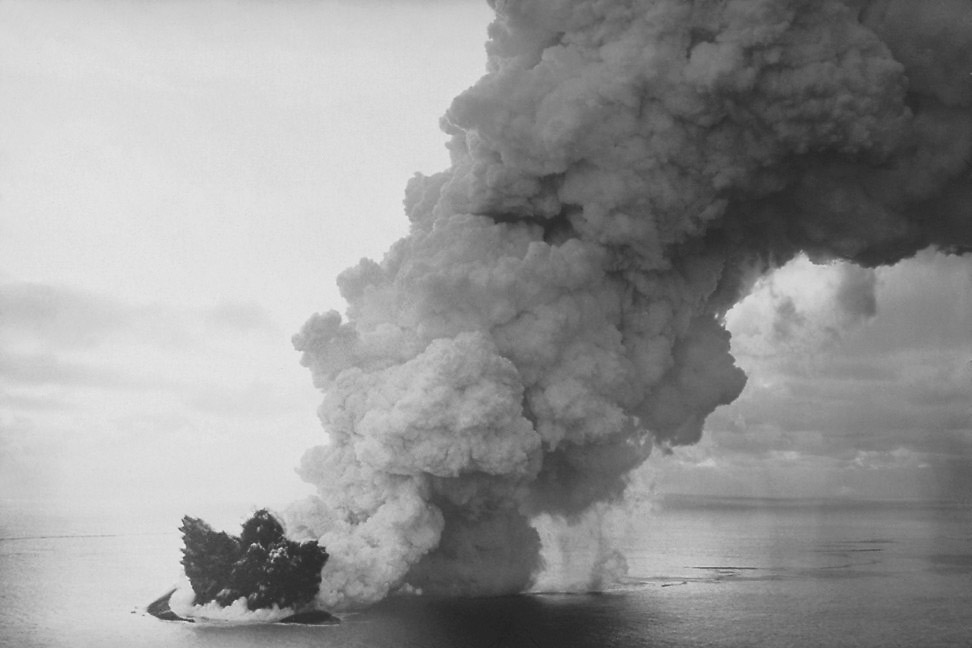
A erupção na sua fase sub-aérea inicial.

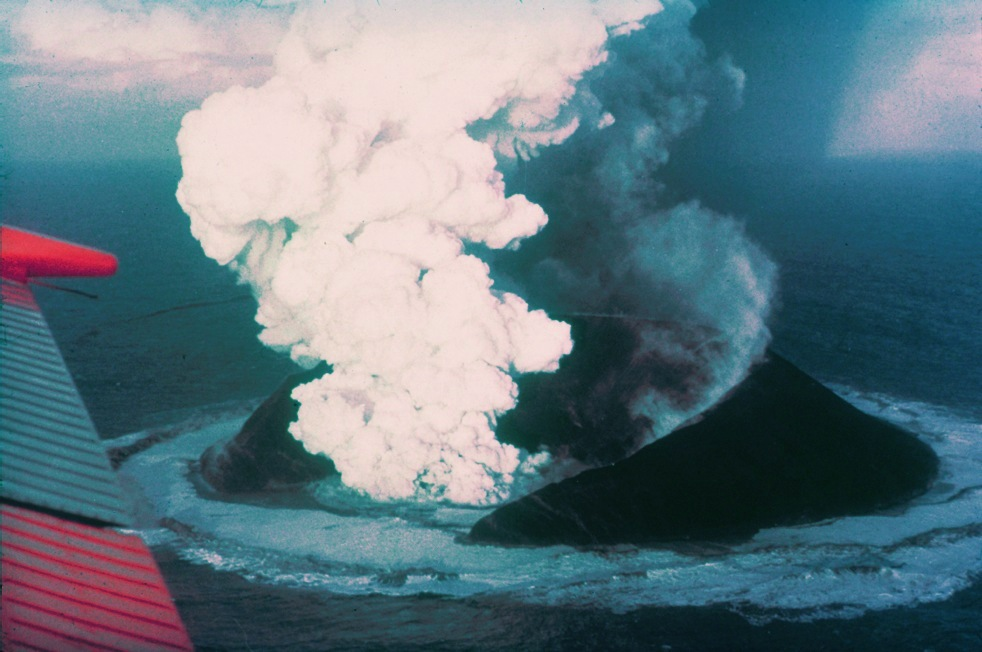
Surtsey, 16 dias após o início da erupção.

A erupção que deu origem à ilha de Surtsey iniciou-se provavelmente antes de 14 de novembro de 1963, prolongando-se até 1967. A ilha então formada foi rapidamente erodida pelo mar até atingir a actual configuração.

### O início da erupção
A erupção teve início às 07:15 de 14 de novembro em 1963. Apesar da erupção ser inesperada, nos dias anteriores tinham surgido diversas indicações que, em retrospectiva, eram premonitórias do evento: uma semana antes sismógrafos em Reykjavik tinham registado tremores fracos, embora sem localizar o seu epicentro; dois dias antes, um navio oceanográfico em operação na zona tinha registado temperaturas da água um pouco mais elevadas do que o esperado, ao mesmo tempo que habitantes da povoação costeira de Vík í Mýrdal, sita na costa islandesa a 80 km de distância, assinalaram cheiro a gás sulfídrico no ar.
Apesar de apenas ter sido avistada a 14 de Novembro, é provável que a erupção tivesse começado mais cedo, já que na zona o mar tinha 130 m de profundidade e, em resultado da pressão das águas, a erupção perderia o seu carácter explosivo, não dando lugar à emissão de cinzas para o ar. A erupção só ganhou o seu carácter explosivo, assinalado pela emissão de cinzas e vapor, quando o cone vulcânico submarino por ela produzido se aproximou da superfície, atingindo pressões na sua caldeira superiores à pressão da coluna de água.

### A formação da ilha
Na manhã do dia 14 de novembro de 1963 a coluna de gases e cinzas libertada pela erupção já tingia vários quilómetros de altura, sendo então já visível da região costeira da Islândia.  Nesta fase a erupção fazia-se por três crateras separadas, sitas ao longo de uma fissura alinhada no sentido nordeste-sudoeste, mas pouco depois os centros eruptivos acabaram por se fundir numa única erupção de carácter fissural, relativamente linear.
Ao longo da semana imediata as explosões eram contínuas e em poucos dias tinha-se formado uma nova ilha, essencialmente composta por escórias vulcânicas. Esta ilha tinha cerca de 500 m de comprido, quase a mesma largura e uma altitude máxima da ordem dos 45 m acima do nível médio do mar.
Depois de várias sugestões díspares, que iam desde Ísleifsey (o nome da embarcação que primeiro avistara a erupção) a Vestey (ilha Oeste, em relação ao resto das ilhas Vestmannaeyjar) e a Nýei (ilha Nova), gerou-se um relativo consenso em torno de Surtsey, ilha de Surtr, em memória da homónima divindade da mitologia escandinava.
Com a continuação da erupção, as emissões foram-se concentrando em torno de um único ponto, levando a construção de uma ilha com uma forma quase circular. A 24 de Novembro a ilha media cerca de 900 metros por 650 metros. As violentas explosões causadas pelo rápida expansão do vapor sobreaquecido produzido pelo contacto da água do mar com a lava incandescente levou a que a ilha fosse essencialmente constituída por escórias de rocha vulcânica, de muito baixa densidade e com um grau de agregação diminuto, deixando a estrutura em extremo vulnerável à erosão marinha. Contudo, nesta fase, a produção de novo material excedia em muito a erosão, pelo que a ilha continuou a crescer, atingindo em Fevereiro de 1964 cerca de 1 300 metros de diâmetro.
Um incidente que despertou o interesse da opinião pública islandesa e internacional, levando a alguma crítica à postura governamental, foi o desembarque na ilha protagonizado por três jornalistas franceses ao serviço da revista Paris Match. Aqueles jornalistas desembarcara em Surtsey no dia 6 de dezembro de 1963 e permaneceram durante cerca de 15 minutos na ilha, tendo na altura, jocosamente, reclamado para a França a soberania sobre o novo território. O governo islandês de imediato declarou que, por estar em águas territoriais, a nova ilha era parte da Islândia. Este incidente, embora não tendo sido levado a sério, apresenta alguma semelhança com o ocorrido aquando da formação da ilha Sabrina, nos Açores, e da ilha Ferdinandea, na costa da Sicília.

### A consolidação da ilha

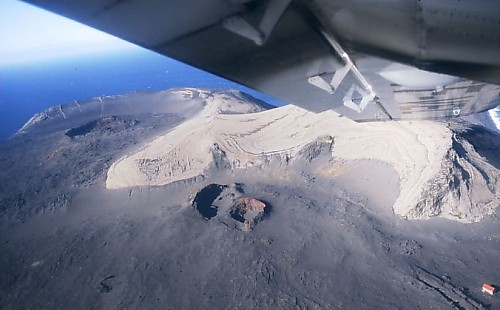
Aspecto actual das crateras de Surtsey.

Durante a fase explosiva típica das erupções freatomagmáticas, resultado do fácil contacto entre a água e a lava, o vulcão projectou rochas que subiam no ar cerca de um quilómetro e produziu uma nuvem de cinzas que chegou a atingir 10 km de altitude, penetrando até ao limite superior da troposfera. Nesta fase a erosão marinha e éolica foi muito intensa, sendo visíveis grande nuvens de poeira levantadas pelos ventos fortes típicos do clima local.
O edifício vulcânico formado era essencialmente constituído por tefra , o que tornaria a ilha certamente efémera (como foi a ilha Sabrina), não tivesse ela atingido uma dimensão tal que impedia a penetração da água na chaminé activa. Quando tal aconteceu, em princípios de 1964, a erupção ganhou um carácter menos explosivo, passando a emitir correntes de lava basáltica, que foram reforçando os terrenos onde penetravam e recobriram boa parte da estrutura com uma camada de rocha consolidada. Nesta fase formaram-se lagos de lava, de onde partiam jactos e poderosas torrentes de lava incandescente, desaparecendo a explosividade inicial e a consequente formação de cinzas e escórias.
Esta fase essencialmente efusiva  continuou até  1965, tendo então a ilha atingido uma área aproximada de 2,5 km². A camada de basaltos consolidados que então se formou deu resistência à ilha, tornando-a capaz de suportar o assalto constante das ondas do mar.
Entretanto, a 28 de Dezembro de 1963 teve início uma nova erupção, sita num centro eruptivo localizado a cerca de 2,5 km a nordeste de Surtsey, que formou uma elevação submarina com cerca de 100 m de altura acima dos fundos circundantes.  Este monte submarino foi baptizado de Surtla. As erupções do Surtla cessaram a 6 de Janeiro de 1964, sem chegarem a formar uma elevação que atingisse a superfície do mar.  A erosão marinha fez com que hoje a zona seja um baixio com profundidades da ordem dos 23 m a 47 m abaixo da superfície média do mar.
Durante os primeiros meses de 1965 a erupção na ilha principal foi diminuindo de intensidade, mas nos finais de Maio daquele ano uma nova erupção desencadeou-se no mar a cerca de 600 m da costa norte da ilha. A 28 de Maio uma nova ilhota tinha aparecido naquela zona, sendo baptizada de Syrtlingur.
As erupções em Syrtlingur continuaram até princípios de outubro de 1965, a ilhota atingindo então 0,15 km² de área. Contudo, mal a erupção cessou, a ilha foi rapidamente erodida, desaparecendo a 24 de Outubro daquele mesmo ano.
Durante o mês de Dezembro de 1965 formaram-se novas chaminés a cerca de 900 m a sudoeste de Surtsey, dando origem a nova ilhota, a qual recebeu o nome de Jólnir. Ao longos dos oito meses imediatos a ilhota de Jólnir cresceu até atingir cerca de 70 m de altura, cobrindo uma área de 0,3 km². Contudo, tal como havia acontecido com Syrtlingur, logo que a actividade eruptiva cessou, a 8 de agosto de 1966, a rápida erosão que se verificava na estrutura levou a um rápido decréscimo da área, tendo a ilha desaparecido da superfície do oceano durante outubro de 1966.
Em 19 de agosto de 1966 reapareceu actividade efusiva na ilha de Surtsey, produzindo novas escoadas basálticas que contribuíram para uma ainda maior consolidação do edifício vulcânico formado. Esta fase eruptiva foi curta, reduzindo-se paulatinamente até cessar em 5 de junho de 1967.  O vulcão tem estado inactivo desde essa data.
Durante o conjunto das suas fases eruptivas, que duraram pouco mais de três anos e meio, o vulcão de Surtsey emitiu cerca de 1 km³ de material basáltico e a ilha atingiu uma altitude máxima de 174 metros acima do nível médio do mar. A área emersa máxima foi de 2,7 km².
Desde o fim da erupção que a ilha tem vindo a perder superfície em resultado da abrasão marinha e da erosão eólica. Uma larga porção da zona menos consolidada da metade sudeste da ilha já desapareceu completamente, enquanto que a península arenosa denominada Norðurtangi (Ponta do Norte), sita na costa mais abrigada pela presença da costa islandês a norte, tem vindo a crescer por deposição dos materiais erodidos. Estima-se cerca de 0,024 km³ de material já se tenha perdido, ou seja cerca de um quarto do volume emerso da ilha.

## Colonização e ecologia
O aparecimento de uma nova ilha levou a um interesse redobrado pelos processos de colonização por plantas e animais em territórios insulares oceânicos. Assim, ainda decorria a erupção quando em 1965 a ilha foi declarada como uma reserva natural integral e se iniciaram os estudos de biocolonização e de acompanhamento da formação de populações, que no caso apenas poderiam ter origem alóctone. Desde então o estatuto da ilha foi mantido, tendo sido realizados numerosos estudos sobre diversos aspectos da biologia e ecologia das espécies que entretanto se foram fixando na ilha.
Apenas cientistas credenciados e em missão de investigação de campo são autorizados a desembarcar na ilha. Os visitantes apenas a podem sobrevoar de avião ou avistá-la de longe a partir de embarcações.

### Flora
Para além das aves que visitavam ocasionalmente a nova ilha, as primeiras espécies que se fixaram foram musgos e líquenes, as quais foram pela primeira vez assinaladas em Surtsey  no ano de 1965, quando ainda decorria a erupção. Na actualidade musgos e líquenes cobre a maior parte da superfície da ilha.
À medida que mais aves se foram fixando na ilha, particularmente quando começaram a nidificar nela, as condições do solo foram melhorando devido ao aporte de azoto e fósforo contido nas suas fezes, pelo que espécies mais avançadas puderam iniciar a colonização do território. Durante os primeiros vinte anos após a erupção, foram assinadas na ilha 20 espécies de plantas superiores, mas, apesar da riqueza do solo formado, apenas 10 espécies foram capazes de fixar, formando populações estáveis.
Em 1998 foi assinalada a presença na ilha da primeira planta lenhosa, um arbusto da espécie Salix phylicifolia, um mesofanerófito que pode crescer até aos 4 metros de altura.  Até ao presente cerca de 60 espécies de plantas foram assinaladas em Surtsey, das quais cerca de 30 estão naturalizadas. Novas espécies vegetais continuam a chegar à ilha, a um ritmo que se aproxima das 2 a 5 novas espécies por ano.

### Avifauna

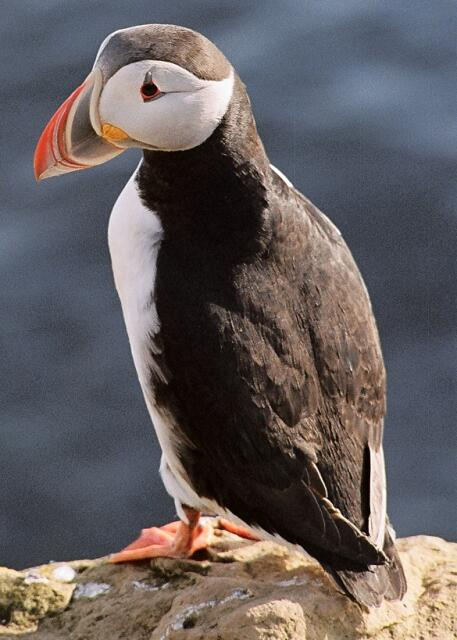
O primeiro par de papagaio-do-mar nidificou em Surtsey no ano de 2004.

A fixação de aves na ilha tem influenciado e sido influenciada positivamente pela fixação de plantas, numa interacção que veio demonstrar a importância do coberto vegetal para as aves e o efeitos destas como propagadores e como promotoras da colonização vegetal. As aves utilizam as plantas como material para a feitura de ninhos, mas também contribuem para a dispersão das sementes e outros propágulos, ao mesmo tempo que fertilizam o solo com o seu guano.
As primeiras aves começaram a nidificar em Surtsey três anos após o termo da erupção, sendo as primeiras espécies a fixarem-se o fulmar (ou pardelão) e o airo da espécie árctica Uria lomvia L.  Na actualidade são 8 as espécies que se fixaram na ilha.
Uma colónia de gaivotas está presente na ilha desde 1986, embora as gaivotas tivesse começados as suas visitas à ilha apenas algumas semanas após o início da sua formação.
A população de gaivotas tem sido particularmente importante para a colonização vegetal da ilha, tendo, pela sua abundância, um impacte muito maior sobre a vegetação da ilha do que qualquer das espécies que nela nidificam. Uma expedição realizada em 2004 encontrou as primeiras provas da nidificação de papagaio-do-mar atlântico na ilha.  Os papagaios-do-mar são extremamente comuns nas restantes ilhas e ilhéus do arquipélago de Vestmannaeyjar.
Para além de providenciarem habitat para algumas espécies de aves, Surtsey é também utilizada como ponto de paragem para aves migratórias, em particular aquelas que migram entre as Ilhas Britânicas e a Islândia. Entre as espécies migratórias assinaladas no arquipélago contam-se o cisne da espécie Cygnus cygnus L., várias espécies de ganso e alguns corvos.  Apesar de Surtsey se situar a leste da principal rota migratória da Islândia, a presença de aves migratórias tem-se tornado mais frequente à medida que o coberto vegetal da ilha melhora.

### Fauna marinha
Pouco depois da ilha se ter formado foram avistadas focas em torno da ilha. Em pouco tempo passaram a frequentar as praias arenosas da ilha, em particular a ponta arenosa que se formou no seu extremo norte. A partir de 1983 foi assinalada a presença na ilha de crias de focas, passando a sua costa a ser um lugar de reprodução para a espécie, com uma colónia de, pelo menos 70 focas com crias.
As focas-cinzentas (Halichoerus grypus Nilsson) são mais comuns na ilha do que as focas-comuns (Phoca vitulina L.), mas ambas as espécies têm em Surtsey populações bem estabelecidas.
A presença de focas atrai as orcas, as quais são visitantes frequentes das águas em torno das ilhas do arquipélago de Vestmannaeyjar e que agora frequentam também as costas de Surtsey.
Na porção submarina da ilha encontram-se já numerosas espécies marinhas: estrelas-do-mar, ouriços-do-mar e lapas. As rochas estão recobertas por algas de variadas espécies, incluindo numerosas macroalgas que recobrem as vertentes submersas do vulcão, sendo mais densas entre os 10 e os 20 m de profundidade.

### Outras formas de vida
Os primeiros insectos foram detectados na ilha em 1964, em plena fase eruptiva do vulcão que a formou. As primeiras espécies eram insectos voadores, trazidos para ilha pelo vento ou pelos seus próprios meios de voo. Acredita-se que alguns fossem provenientes de locais tão distantes como a Europa continental, trazidos para a ilha depois de terem sido arrastados pelo vento a grande altitude durante milhares de quilómetros.
Outros insectos atingiram a ilha agarrados a madeiras flutuantes, dando à costa vivos ou apenas os seus cadáveres. Quando um grande emaranhado de ervas terrestres, incluindo gramíneas, deu à costa 1974, os cientistas levaram cerca de metade para análise, tendo encontrado 663 invertebrados terrestres, na sua maioria ácaros e colêmbolos, a maior parte dos quais tinha sobrevivido a travessia marítima entre a Islândia e Surtsey.
A fixação na ilha de populações de insectos providencia algum alimento para as aves, enquanto estas, por sua vez, trouxeram para a ilha muitas das espécies ou contribuíram para a viabilidade das suas populações na ilha. Os cadáveres de aves fornecem sustento a insectos carnívoros, enquanto que a fertilização do solo que induzem e o consequente favorecimento da fixação de plantas permite fixar espécies de invertebrados herbívoros.
Entre as espécies que têm sido encontradas no solo de Surtsey contam-se minhocas, a primeira das quais foi descoberta numa amostra recolhida em 1993. Trata-se de uma espécie provavelmente introduzida por aves a partir de vizinha ilha de Heimaey.  A primeira espécie de lesma foi encontrada em 1998, parecendo ser originária do sul da Islândia. Populações de aranhas e de escaravelhos também já se encontram estabelecidas.

## O futuro de Surtsey
Após o termo da erupção, foi estabelecida uma rede de observação científica que inclui um conjunto de referenciais a partir dos quais é possível determinar pormenorizadamente a evolução das costas da ilha e qualquer alteração no seu relevo. Nos 20 anos que se seguiram, as medições revelaram que a ilha sofriam um lento assentamento, tendo neste processo perdido cerca de um metro de altitude média.
O ritmo de assentamento foi inicialmente de 20 cm por ano, mas decresceu para 1 a 2 cm por ano na década de 1990. Este assentamento tinha diversas causas: compactação da tefra solta que forma a maior parte do edifício vulcânico; compactação dos sedimentos marinhos subjacentes à ilha; e deformação com afundamento da litosfera causada pelo peso da própria ilha.
O padrão típico de vulcanismo no arquipélago de Vestmannaeyjar caracteriza-se pela produção de uma única erupção em cada local, a que se segue a migração do centro vulcânico para sucessivas posições ao longo das linhas de fractura. Nesse contexto, é pouco provável que a ilha seja realimentada por nova erupção, pelo que aparece condenada a uma progressiva perda de área por erosão.
Os mares alterosos comuns na região são altamente erosivos, provocando uma elevada abrasão das costas. Em consequência, e também em resultado da forte erosividade dos materiais que forma a maior parte da ilha, cerca de metade da área da ilha já se perdeu. A ilha perde, na actualidade, cerca de 10 000 m² de área em cada ano.
Apesar disso, a ilha provavelmente não desaparecerá inteiramente no futuro próximo. A parte já erodida consistia essencialmente em tefras não consolidadas, facilmente arrastadas pelas ondas e pelos ventos, enquanto que a parte remanescente está recobertas por escoadas basálticas, muito mais resistentes à erosão. Para além disso, reacções químicas complexas, o processo de palagonitização, estão a ocorrer no interior dos depósitos de tefra, formando tufos de palagonito resistentes à erosão. Em Surtsey este processo ocorreu com grande rapidez devido às altas temperaturas existentes logo abaixo da superfície e à abundância de água.
Assim, apesar da ilha, sem dúvida, perder parte da sua superfície, ela persistirá por muitos séculos. Uma imagem do seu aspecto futuro é mostrada pelas outras pequenas ilhas sitas nas suas imediações, todas elas formadas pelo mesmo processo de Surstey, e todas elas sujeitas aos mesmos processos erosivos, nalguns casos durante milhares de anos.
Em 2001, o governo islandês apresentou a candidatura de Surtsey para inclusão na lista da UNESCO de sítios considerados como Património da Humanidade.